# Courteilles
Courteilles település Franciaországban, Eure megyében. Lakosainak száma 177 fő (2022. január 1.). Courteilles Bâlines, Piseux és Montigny-sur-Avre községekkel határos.

## Népesség
A település népességének változása:
| Lakosok száma | 139  | 164  | 155  | 156  | 146  | 149  | 148  | 157  | 162  | 177  |
|               | 1968 | 1982 | 1990 | 2006 | 2013 | 2015 | 2017 | 2019 | 2020 | 2022 |